# Amolops viridimaculatus
Amolops viridimaculatus es una especie de anfibio anuro de la familia Ranidae. Habita en arroyos de montaña entre los 1400 y los 2350 metros de altitud. Se reproduce en los arroyos. No es una especie muy común y se encuentra amenazada por la agricultura y la construcción de presas.

## Distribución geográfica
Se distribuye por el oeste y centro de Yunnan (China), norte de Birmania, norte de Vietnam y en Nagaland (India). Probablemente se encuentre también al norte de Laos.